# مريديث إليس
مريديث إليس (بالإنجليزية: Meredith Ellis)‏ هي عداءة سريعة أمريكية، ولدت في 9 سبتمبر 1941 في نيويورك في الولايات المتحدة.

## وصلات خارجية
- مريديث إليس على موقع أوليمبيديا (الإنجليزية)